# Моя жизнь в круговерти
«Моя жизнь в круговерти» (англ. My Life's In Turnaround) — американский художественный фильм 1993 года, комедия, снятая режиссёром и актёром Эриком Шеффером вместе с Доналом Ларднером Уордом по своему же сценарию, основанном на реальных событиях.
Главные роли в этом фильме исполнили Эрик Шеффер, Донал Ларднер Уорд и Лиза Герштайн, а также Марта Плимтон, Кэзей Симанско, и Фоэб Кейтс. Фильм впервые был представлен публике и кинокритикам 21 апреля 1993 года в США на Международном фестивале фильмов в Сан-Франциско.

## Сюжет
Два друга Сплик и Джейсон работают на обычной работе — один шофёром такси, а другой - барменом. Друзьям надоела их скучная жизнь, они хотят её изменить — для этого они решают снять кинофильм и стать знаменитыми. Правда они ещё не знают о чём будет их фильм. Зато понимают, что без хороших актёров-звёзд ничего не получится и решают в первую очередь их найти.

## В ролях
- Герои
  - Эрик Шеффер — Сплик
  - Донал Ларднер Уорд — Джейсон
  - Лиза Герштайн — Сара Хершфельд
  - Дебра Клайн — Аманда
  - Дэна Уилер-Николсон — Рэйчел
- Играют самих себя
  - Фоэб Кейтс
  - Марта Плимтон
  - Кэзей Симанско

## Отзывы
- На сайте IMDb фильм получил довольно низкий рейтинг 4,0 балла (всего проголосовало 218 человек), причём оценки зрителей резко расходятся: 93 человека дали оценку 1 балл, а 28 — 10 баллов[1].
- Сайт Rotten Tomatoes же дал фильму высокий рейтинг 86 %: из 7 критиков лишь один поставил фильму негативную оценку. Фильм получил средний рейтинг 6,8 баллов по десятибалльной шкале[2].

## Другие названия
- Wer durchdreht, darf nochmal